# Gran Premio de las Naciones de Motociclismo de 1964
El Gran Premio de las Naciones de Motociclismo de 1964 fue la undécima prueba de la temporada 1964 del Campeonato Mundial de Motociclismo. El Gran Premio se disputó el 13 de septiembre de 1964 en el Autodromo Nacional de Monza.

## Resultados 500cc
La carrera de 500cc, Mike Hailwood estuvo como único adversario (come había pasado en Daytona) al argentino Benedicto Caldarella, que incluso realizó la vuelta más rápida de la carrera. Aun así, acabó a once segundos del británico.
| Pos.    | Piloto               | Equipo    | Tiempo       | Pts. |
| ------- | -------------------- | --------- | ------------ | ---- |
| 1       | Mike Hailwood        | MV Privat | 1h 02' 58" 2 | 8    |
| 2       | Benedicto Caldarella | Gilera    | +11"         | 6    |
| 3       | Jack Ahearn          | Norton    | +2 Vueltas   | 4    |
| 4       | Mike Duff            | Matchless | +2 Vueltas   | 3    |
| 5       | Jack Findlay         | Matchless | +2 Vueltas   | 2    |
| 6       | Walter Scheimann     | Norton    | +3 Vueltas   | 1    |
| 7       | Fred Stevens         | Matchless | +3 Vueltas   |      |
| 8       | Ginger Molloy        | Norton    | +3 Vueltas   |      |
| 9       | Vasco Loro           | Norton    | +3 Vueltas   |      |
| 10      | Remo Venturi         | Bianchi   | +4 Vueltas   |      |
| 11      | Maurice Hawthorne    | Norton    |              |      |
| 12      | Giuseppe Dardanello  | Norton    |              |      |
| 13      | Emanuele Maugliani   | Gilera    |              |      |
| 14      | Benedetto Zambotti   | Norton    |              |      |
| 15      | Pietro Mencaglia     | Gilera    |              |      |
| Ret     | Derek Woodman        | Matchless | Ret          |      |
| Ret     | Paolo Campanelli     | Matchless | Ret          |      |
| Ret     | Gyula Marsovszky     | Matchless | Ret          |      |
| Ret     | Paddy Driver         | Matchless | Ret          |      |
| Ret     | Alberto Picca        | Gilera    | Ret          |      |
| Ret     | Alberto Pagani       | Bianchi   | Ret          |      |
| Ret     | Gustav Havel         | Jawa      | Ret          |      |
| Ret     | Silvio Grassetti     | Gilera    | Ret          |      |
| Ret     | Philippe Canoui      | Norton    | Ret          |      |
| Fuente: |                      |           |              |      |

## Resultados 350cc
Jim Redman había ganado todas las carreras de 350cc, pero en Monza Remo Venturi con su bicilíndrico Bianchi realizó la vuelta más rápida. Venturi se retiró y Redman volvió a ganar por delante de su amigo y compatriota Bruce Beale, que conducía una Honda CR 77 de dos cilindros. Stanislav Malina acabó tercero con su ČZ. Bruce Beale subió como piloto privado al segundo lugar del campeonato mundial.
| Pos. | Piloto              | Equipo    | Tiempo    | Pts. |
| ---- | ------------------- | --------- | --------- | ---- |
| 1    | Jim Redman          | Honda     | 51' 31"   | 8    |
| 2    | Bruce Beale         | Honda     | +1' 22" 2 | 6    |
| 3    | Stanislav Malina    | ČZ        | +1 Vuelta | 4    |
| 4    | Renzo Pasolini      | Aermacchi | +1 Vuelta | 3    |
| 5    | Mike Duff           | AJS       | +1 Vuelta | 2    |
| 6    | Jack Ahearn         | Norton    | +1 Vuelta | 1    |
| 7    | Ian Burne           | Norton    | +1 Vuelta |      |
| 8    | Jack Findlay        | AJS       | +1 Vuelta |      |
| 9    | Gyula Marsovszky    | Norton    |           |      |
| 10   | Santarelli          | Aermacchi |           |      |
| 11   | Derek Woodman       | AJS       |           |      |
| Ret  | Nikolai Sevostianov | Vostock   | Ret       |      |
| Ret  | Alan Shepherd       | Norton    | Ret       |      |
| Ret  | Gustav Havel        | Jawa      | Ret       |      |
| Ret  | Mike Hailwood       | MV Agusta | Ret       |      |
| Ret  | Gilberto Milani     | Aermacchi | Ret       |      |
| Ret  | Remo Venturi        | Bianchi   | Ret       |      |

## Resultados 250cc
Nunca antes nadie había tenido la idea de atacar la clase de 250cc con un motor de seis cilindros. Ahora Phil Read había tomado la delantera en el campeonato mundial con su sencillo motor de dos tiempos en su Yamaha RD 56 y Honda tenía que responder y trajo la 3RC 164 de seis cilindros. No sirvió de nada. Redman inicialmente tomó la iniciativa, pero cuando su máquina comenzó a calentarse, tuvo que retirarse. Phil Read ganó nuevamente y su compañero de equipo Mike Duff venció al piloto de Honda Redman en la meta con una diferencia de tres décimas. Phil Read se proclamó campeón mundial.
| Pos. | Piloto                | Equipo      | Tiempo     | Pts. |
| ---- | --------------------- | ----------- | ---------- | ---- |
| 1    | Phil Read             | Yamaha      | 41' 24" 2  | 8    |
| 2    | Mike Duff             | Yamaha      | +10"       | 6    |
| 3    | Jim Redman            | Honda       | +10" 3     | 4    |
| 4    | Giacomo Agostini      | Moto Morini | +23" 6     | 3    |
| 5    | Alan Shepherd         | MZ          | +1' 01" 2  | 2    |
| 6    | Luigi Taveri          | Honda       | +1' 40" 6  | 1    |
| 7    | Derek Woodman         | MZ          | +1 Vuelta  |      |
| 8    | Günter Beer           | Honda       | +1 Vuelta  |      |
| 9    | Bruce Beale           | Honda       | +1 Vuelta  |      |
| 10   | Gilberto Milani       | Aermacchi   | +2 Vueltas |      |
| 11   | Stanislav Malina      | ČZ          | +2 Vueltas |      |
| 12   | Gianemilio Marchesani | Aermacchi   | +3 Vueltas |      |
| 13   | Gosta Jensen          | Honda       |            |      |
| 14   | Jess Thomas           | Bultaco     |            |      |

## Resultados 125cc
En el octavo de litro, el campeón mundial Luigi Taveri también ganó la carrera en Monza, por delante de las Suzuki de Hugh Anderson y Ernst Degner. Degner pilotó su primer Gran Premio desde el Gran Premio de Japón de 1963 en el que sufrió quemaduras graves.
| Pos. | Piloto             | Moto       | Tiempo     | Pts. |
| ---- | ------------------ | ---------- | ---------- | ---- |
| 1    | Luigi Taveri       | Honda      | 36' 40"    | 8    |
| 2    | Hugh Anderson      | Suzuki     | +1" 6      | 6    |
| 3    | Ernst Degner       | Suzuki     | +18"       | 4    |
| 4    | Ralph Bryans       | Honda      | +32" 6     | 3    |
| 5    | Frank Perris       | Suzuki     | +1' 17" 4  | 2    |
| 6    | Jim Redman         | Honda      | +2' 08" 6  | 1    |
| 7    | Walter Scheimann   | Honda      | +2 Vueltas |      |
| 8    | Giuseppe Visenzi   | Honda      | +2 Vueltas |      |
| 9    | Romolo Ferri       | EMC        | +2 Vueltas |      |
| 10   | Richard Thomas     | Bultaco    | +2 Vueltas |      |
| 11   | Francesco Villa    | FB Mondial | +2 Vueltas |      |
| 12   | Alberto Capocci    | Ducati     | +3 Vueltas |      |
| 13   | Accorsi            | Ducati     | +3 Vueltas |      |
| 14   | André Bellone      | Honda      |            |      |
| 15   | Pietro Mencaglia   | Honda      |            |      |
| Ret  | Rex Avery          | EMC        | Ret        |      |
| Ret  | Giuseppe Mandolini | FB Mondial | Ret        |      |